# Tolweg
Een tolweg is een weg waarvoor de gebruiker op directe wijze betaalt om er gebruik van te mogen maken (tol). Sommige tolwegen maken gebruik van grote en dure kunstwerken als tunnels en bruggen. Men spreekt dan vaak over toltunnels en tolbruggen. In Nederland en België wordt tolheffing ingesteld bij wegen die gebruikmaken van uitzonderlijke dure kunstwerken en wegen met kunstwerken die betaald zijn met geld van particuliere investeerders. Vaak geldt de tolheffing voor een periode van tientallen jaren na de opening of bouw van het bouwwerk om de kosten terug te kunnen verdienen.

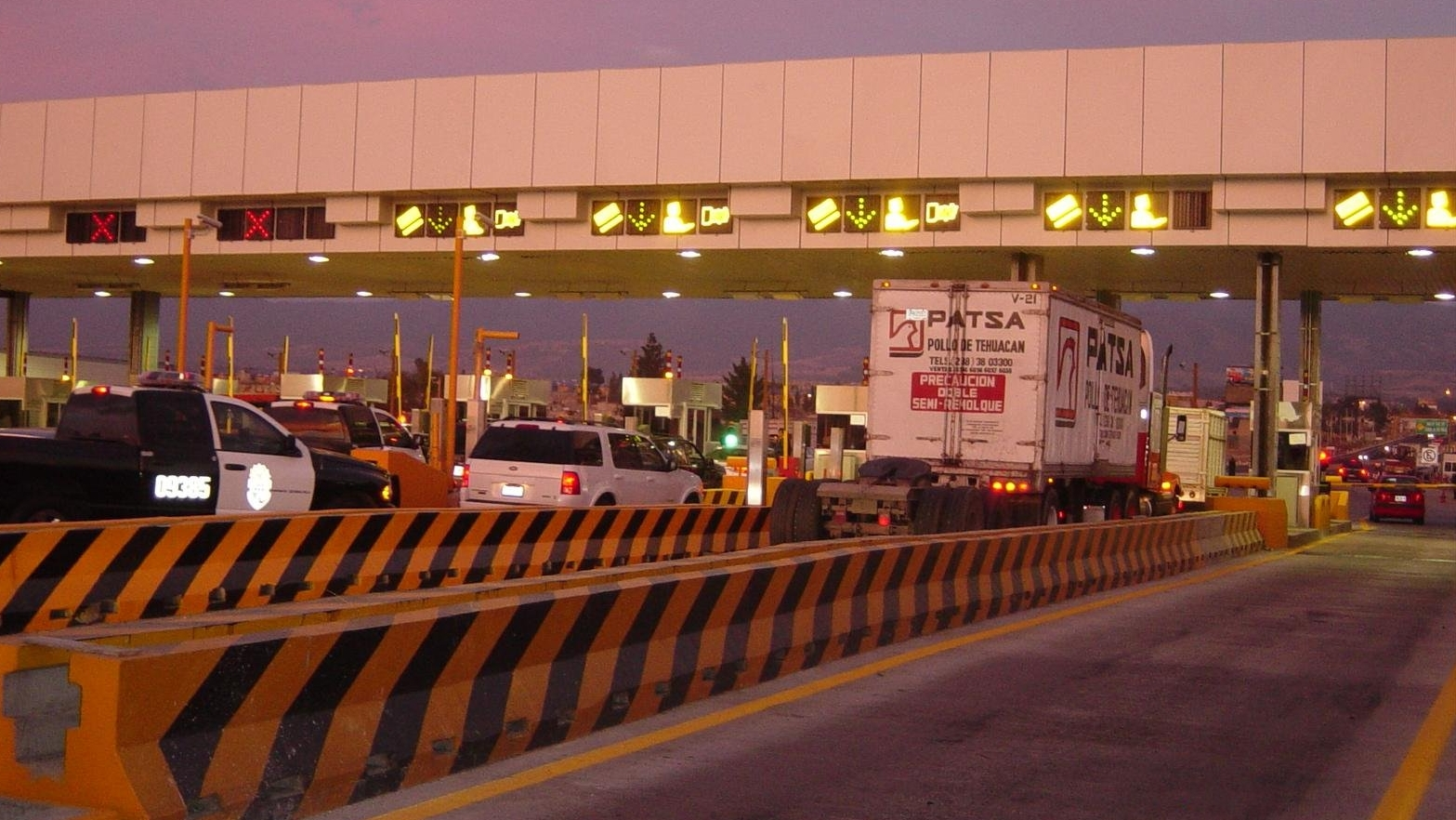
Tolpoorten op de snelweg Mexico-Stad - Puebla

## Geschiedenis
Tol werd vanouds geheven op wegen en waterwegen. Het betrof in het algemeen een belasting, vergelijk het woord: tollenaar. Ook bij het passeren van grenzen werd tol geheven, daar komt het Duitse woord Zoll voor douanepost vandaan. Soms was er sprake van diefstal: een roofridder kon van zijn burcht de scheepvaart in de gaten houden en geld van de schippers eisen voor de doorvaart. Later werd tol geheven op verschillende punten van doorgaande wegen, zoals de Steenweg op Luik. Er werd een slagboom (ook: barrier of barreel genaamd) opgesteld nabij een tolhuis. Vaak was een en ander ook voorzien van een herberg en een uitspanning. De opbrengsten van de tol werden gebruikt om de weg aan te leggen en te onderhouden, en om in het onderhoud van de tolgaarder te voorzien. Bij de scheepvaart kent men iets dergelijks bij bruggen, sluizen en veerdiensten. Deze diensten zijn immers meestal bemand, zodat geen extra personeel nodig is om de tol te innen. Voor het ontvangen van het geld wordt vaak een klomp aan een stok gebruikt die door de brug- of sluiswachter naar beneden wordt gegooid zodra er een schip aankomt. Hierin kan de schipper dan het geld doen waarna de klomp weer wordt opgehesen. Voor de doorgang door grote waterwerken als het Suezkanaal en het Panamakanaal moet kanaalgeld worden betaald. Het gaat daarbij om aanzienlijke bedragen.
Sinds vele jaren wordt in de meeste landen de wegenbelasting gebruikt om wegen aan te leggen, waarbij het tijdrovende tolsysteem kwam te vervallen. In vele landen kent het netwerk van de grote doorgaande autowegen een tolsysteem. Vaak wordt een netwerk beheerd door een maatschappij die haar inkomsten uit deze tol haalt.

## Moderne tolwegen

Voorbeeld van een tolweg. Er zijn in deze tekening aparte tolpoortjes voor de twee rijrichtingen.
De weggebruiker ontvangt een kaartje.
De weggebruiker toont het kaartje en betaalt. Heeft hij geen kaartje, dan betaalt hij vanaf het begin van de weg.
De weggebruiker betaalt zonder kaartje.
Bij deze en de volgende afbeelding rijdt het verkeer rechts.

Bij moderne autosnelwegen krijgt de weggebruiker vaak een kaartje als hij de weg oprijdt. Dit geschiedt door automatische apparatuur. Een slagboom zorgt ervoor dat de automobilist niet doorrijdt zonder een kaartje te pakken. Bij het verlaten van de weg toont hij het kaartje en betaalt hij tol over de afgelegde afstand. Ook hier staat een slagboom, zodat het niet mogelijk is zonder betaling door te rijden. Het spreekt wel vanzelf dat een dergelijke snelweg degelijk is omheind en dat men niet gemakkelijk buiten de tol om de snelweg kan verlaten.
In de bovenste afbeelding hiernaast is een voorbeeld gegeven van de tolpoorten die de weggebruiker passeert. Bij het begin van de snelweg - in de afbeelding bij een rotonde - is het vaak niet nodig een kaartje uit te reiken. Wie bij het verlaten van de snelweg geen kaartje kan tonen, betaalt vanaf het begin.

### Gecombineerde tolpoorten
In de praktijk is de zaak vaak ingewikkelder, doordat de tolpoorten voor beide richtingen gecombineerd zijn. Wie in de bovenste afbeelding bij afrit 2 de snelweg verlaat, moet dan kunnen aantonen dat hij van oprit 1 komt en niet van oprit 6. Dus moet er ook bij oprit 1 een kaartje worden uitgereikt.

Links vier tolpoortjes, apart voor de verschillende richtingen. Rechts twee tolpoortjes, waardoor er meer kunstwerken nodig zijn.
De weggebruiker ontvangt een kaartje.
De weggebruiker toont het kaartje en betaalt. Heeft hij geen kaartje, dan betaalt hij vanaf het begin van de weg. Rechts komt het verkeer uit twee richtingen samen bij een enkele tolpoort, en moet de tolgaarder erop letten waar het vandaan komt.

Door de tolpoorten voor beide richtingen te combineren, wordt er op mankracht bespaard. Tijdens de daluren kan een enkele tolgaarder al het verkeer verwerken en ook op drukkere tijden zijn er minder tolgaarders nodig. Nadeel is de extra infrastructuur: in de eerste plaats moeten er, zoals reeds gezegd, ook bij het begin van de weg kaartjes worden uitgereikt en in de tweede plaats zijn er meer viaducten nodig.
Er komt weleens een uitzondering voor. Het verkeer uit de twee richtingen wordt normaliter door verschillende tolpoorten geleid, zodat er geen kaartjes nodig zijn voor het verkeer dat van de allereerste oprit komt. De tolpoorten bevinden zich naast elkaar, gescheiden door een hekje. Deze situatie wordt getoond in de onderste afbeelding rechts. 's Nachts, als er maar weinig verkeer is, wordt het hekje weggehaald en is er maar één tolpoort open. De tolgaarder moet dan opletten waar de auto's vandaan komen.
Gecombineerde tolpoorten en verzorgingsplaatsen kunnen voordelig zijn voor een automobilist die een afrit voorbijrijdt. Hij kan bij de eerstvolgende afrit of verzorgingsplaats keren en betaalt dan alleen voor het deel van de weg dat hij bedoelde te reizen. Er is echter ook fraude mogelijk. Twee automobilisten die elkaar op een gecombineerde verzorgingsplaats tegenkomen en in tegengestelde richting reizen, kunnen hun kaartjes ruilen. Ze betalen dan elk minder voor de reis.

## Vrachtwagens
Door het hoge gewicht van de vrachtwagen belasten ze het wegennet meer. In de meeste Europese landen moeten vrachtwagens (met GVW van 12 ton of meer) een extra belasting betalen voor het gebruik van de autosnelweg. In Nederland is dat de belasting zware motorrijtuigen (BZM). Wie deze belasting betaalt, ontvangt een eurovignet. In Duitsland is op 1 januari 2005 een elektronisch tolsysteem van start gaan. Zie: Toll Collect.

## Tolsystemen in België en Nederland

### België
- Als het voorstel door de EU goedgekeurd zou zijn, zou in België een wegenvignet ingevoerd worden voor alle Belgische wegen, dus niet enkel autosnelwegen. Dit had moeten gebeuren in de vorm van een elektronisch vignet via de nummerplaat van de gebruiker. Op dit plan kwam echter veel kritiek, waardoor het sinds maart 2007 van de baan is.

- In België is in 2005 één toltunnel in gebruik: Liefkenshoektunnel bij Antwerpen. Tijdens de werken aan de Kennedytunnel werd de Liefkenshoektunnel enkele keren tolvrij gemaakt. Het is de gewoonte om de Liefkenshoektunnel tolvrij te maken bij incidenten op de ring rond Antwerpen.
- Op de toekomstige Oosterweeltunnel zal ook tol worden geheven.
- De Tunnel van Cointe in de A602 in Luik is een schaduwtoltunnel. Deze tunnel werd in 2000 voltooid en verbindt de E25 (uit Luxemburg) met de E40 (uit Brussel). SOFICO (Société wallonne de financement complémentaire des infrastructures) heeft de bouw betaald. Het Waalse Gewest betaalt de investering terug op basis van het aantal voertuigpassages.
- Op de A8 wordt schaduwtol geheven door SOFICO op het gedeelte Gellingen - Hacquegnies.

### Nederland

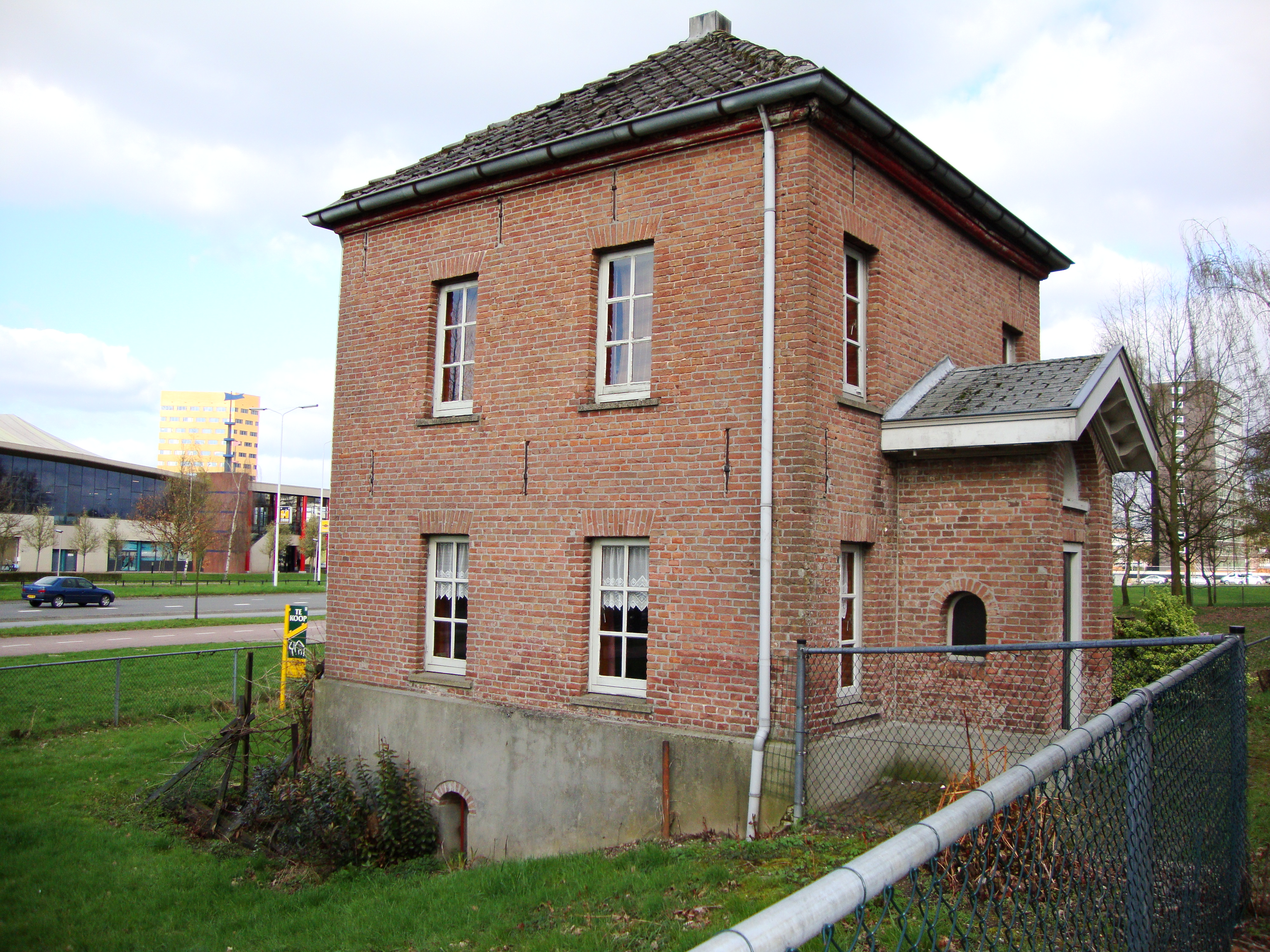
Voormalig tolhuisje in Tolhuis, aan de weg van Nijmegen naar Grave

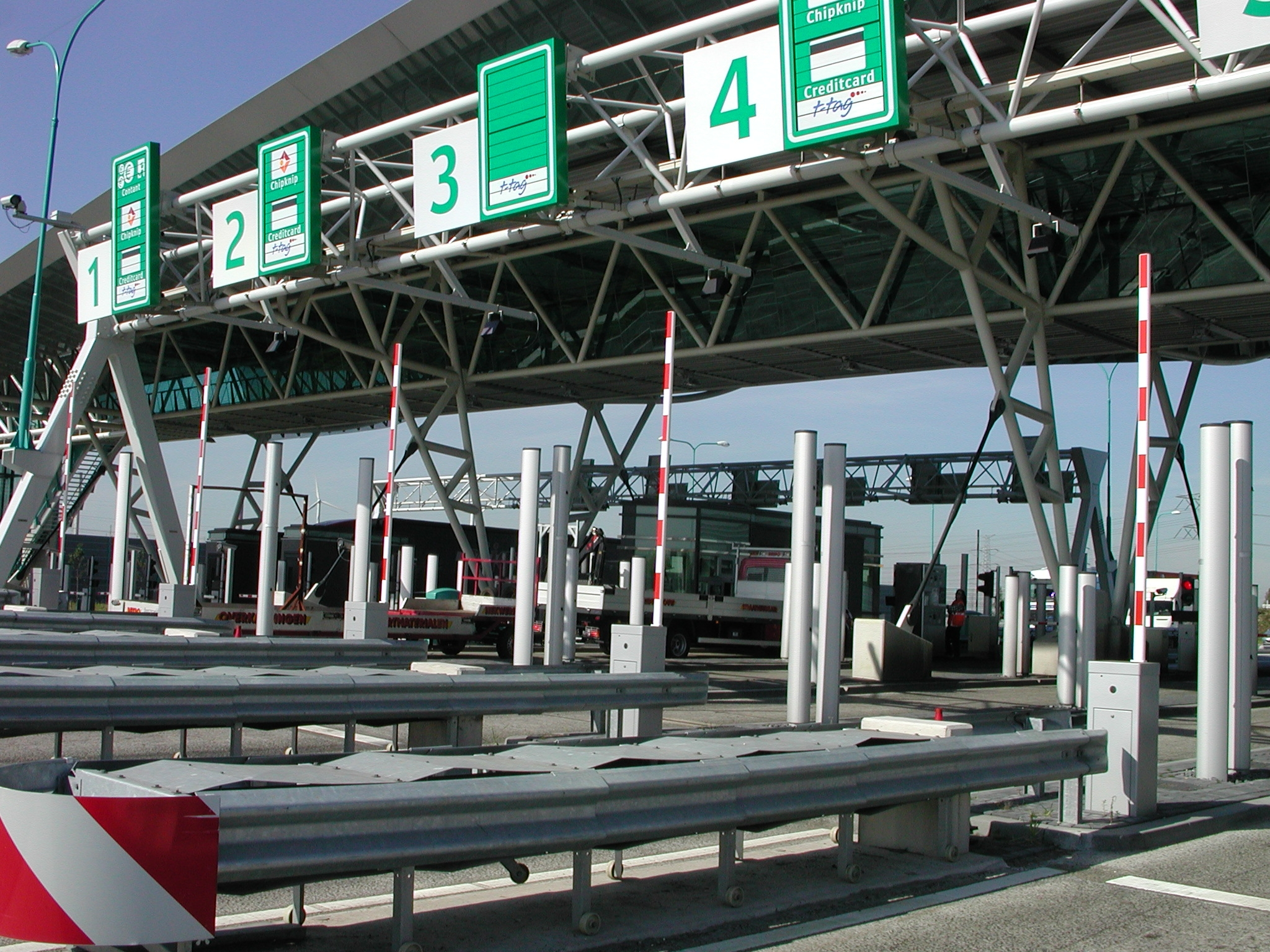
Westerscheldetunnel

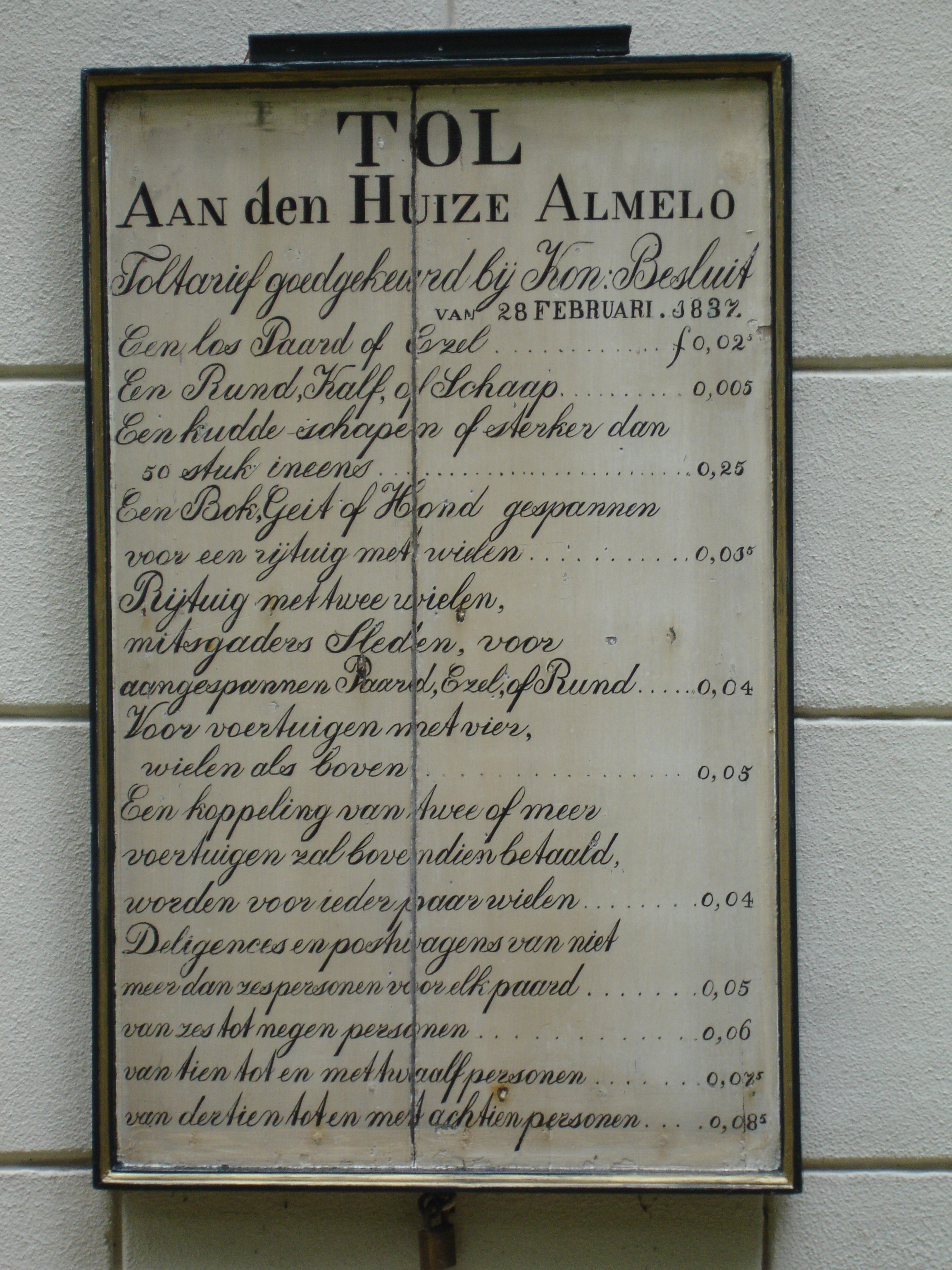
Huis Almelo 1837: een halve cent per rund of schaap, twee en een halve cent per paard of ezel

Tot in de twintigste eeuw waren tolwegen in Nederland zeer gebruikelijk. Waar de aanleg of het onderhoud van wegen niet (volledig) uit algemene middelen werd gefinancierd, werd dit bekostigd door tol te heffen voor het gebruik van de weg. Tot in het begin van de 20e eeuw hadden gemeenten tolheffingen op alle vervoermiddelen. De heffing gold zelfs voor voetgangers en vee. De tolhuizen stonden vaak bij het begin van de gemeentelijke hoofdweg. Op 1 april 1953 heeft de Nederlandse regering alle gemeentelijke tollen afgeschaft.
In Nederland zijn in 2024 zes tolwegen in gebruik:

#### Toltunnels
- De Westerscheldetunnel (N62) onder de Westerschelde in Zeeland. Per 30 december 2024 zijn personenwagens en motoren van tol uitgezonderd.[2]
- De Kiltunnel (N217) onder de Dordtsche Kil bij Dordrecht.
- De Maasdeltatunnel onder het Scheur en de Hollandtunnel (beide A24) ten westen van Rotterdam. Voor het gebruik van deze weg wordt via automatische kentekenplaatherkenning elektronisch tol geheven, zogenaamde e-tol. Betalen kan automatisch, of handmatig achteraf. Men behoeft niet te stoppen om te betalen. Dit is de eerste tol in Nederland waarvoor op deze wijze wordt betaald.

De Wijkertunnel, voor dertig jaar (tot 2026), en de Noordtunnel zijn zogenaamde schaduwtoltunnels. Bij deze tunnels wordt het tolgeld niet door de automobilisten betaald. In plaats daarvan betaalt Rijkswaterstaat per voertuigpassage aan de private financiers van de tunnel. In het geval van de Wijkertunnel zijn dat onder andere ING Bank en PGGM.

#### Voormalige toltunnel
- De Beneluxtunnel is sinds 1980 tolvrij.

#### Tolbruggen
- De tolbrug bij Nieuwerbrug (sinds 1788) over de Oude Rijn is de enige tolbrug in Nederland.

#### Toekomstige tolbrug
- Bij de brug over het Pannerdensch Kanaal van de verlengde A15 tussen Bemmel en Zevenaar elektronische tol (e-tol) worden geheven. Hiernee is dit na de A24 de tweede tol in Nederland die op deze manier zal worden betaald.

#### Voormalige tolbruggen
- De tolbrug bij Haastrecht is sinds 1965 tolvrij.
- De Haringvlietbrug is sinds 1974 tolvrij.
- De Zeelandbrug is sinds 1993 tolvrij.
- De Prins Willem-Alexanderbrug bij Tiel is sinds 1996 tolvrij.

## Enkele nationale tolsystemen

### Frankrijk
In Frankrijk wordt op de meeste autosnelwegen péage geheven. In ruil voor de betaalde tol hoeven de particuliere autobezitters in Frankrijk geen wegenbelasting te betalen. Autoroutes du Sud de la France (ASF) is de grootste tolmaatschappij van Frankrijk. De Franse tolwegen zijn geprivatiseerd. Betaling kan contant in euro, met creditcard of met een systeem van elektronische tolheffing genaamd télépéage.
Ook bij sommige bruggen en tunnels moet tol worden betaald, zoals bij het Viaduct van Millau, de Pont de Normandie en de A86 Duplextunnel.

#### Klasses en tarieven
- Klasse 1: personenwagens, kleine bedrijfswagens en minibussen (met of zonder aanhangwagen) waarvan de hoogte minder is dan of gelijk aan 2 meter. Deze hoogte wordt gemeten exclusief eventuele dakkoffers en dergelijke.
- Klasse 2: alle wagens uit klasse 1 met aanhangwagen of caravan en hoogte tussen 2 en 3 meter, de meeste bestelwagens en de meeste campers tot een toegestaan gewicht van 3,5 ton. Uitzondering betreft voertuigen voor gehandicaptenvervoer in deze klasse, die mogen worden ingedeeld in klasse 1.
- Klasse 3: tweeassige voertuigen met een hoogte vanaf 3 meter, en alle voertuigen met een toegestaan gewicht hoger dan 3,5 ton. Uitzondering betreft de A14, hier worden alle autobussen in klasse 4 ingedeeld, ook al hebben ze maar twee assen.
- Klasse 4: voertuigen of combinaties van voertuigen met meer dan twee assen, waarvan de totale hoogte meer dan 3 meter bedraagt en/of waarvan het gewicht hoger is dan 3,5 ton.
- Klasse 5: motorfietsen (al dan niet met zijspan) en trikes.[3]

#### Tolwegexploitanten

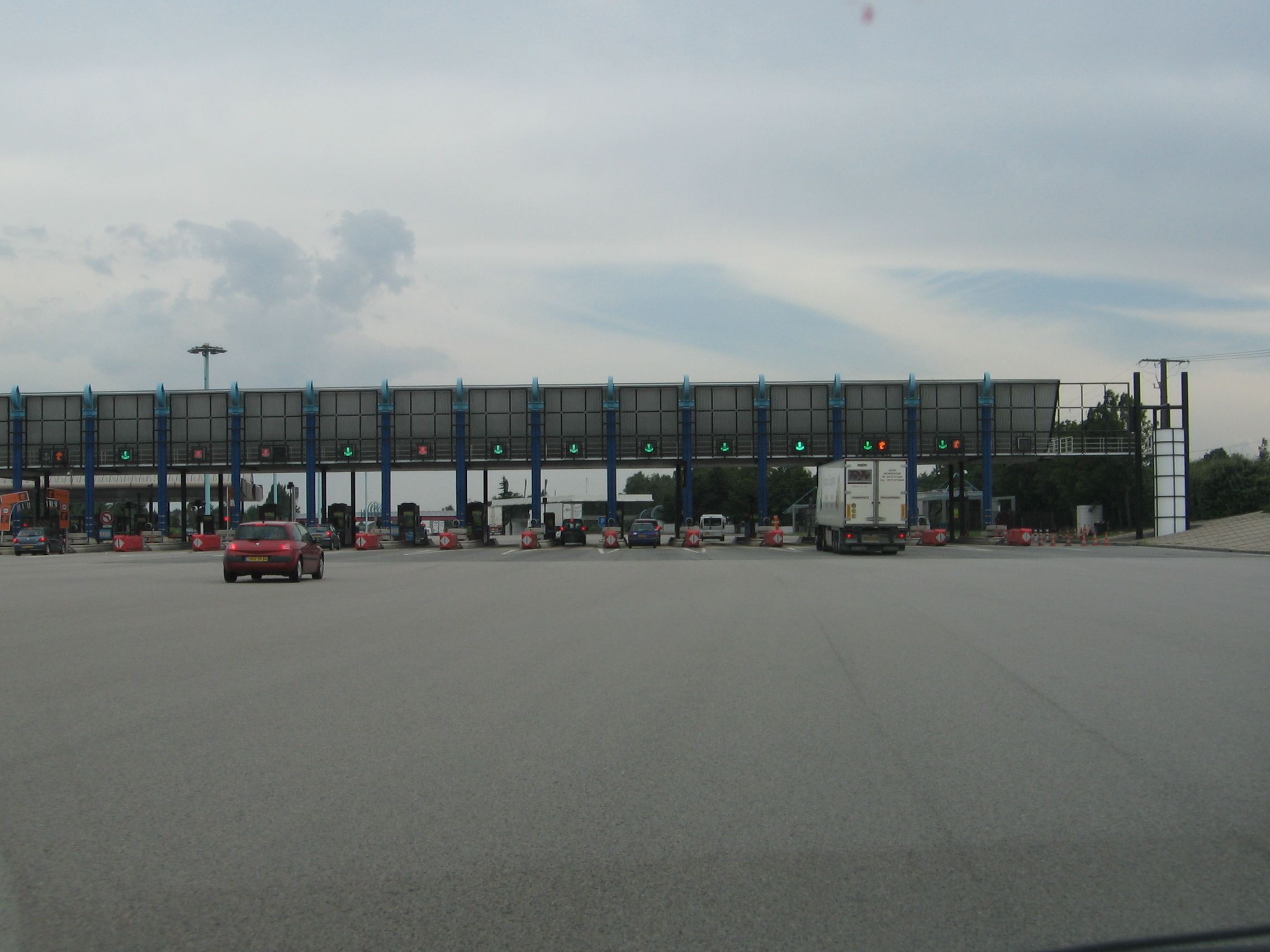
Péage in Frankrijk

| Naam                                                                                   | Lengte wegennet in kilometers |
| -------------------------------------------------------------------------------------- | ----------------------------- |
| ALIS (Autoroute de Liaison Seine-Sarthe)                                               | 125                           |
| Arcour                                                                                 | 0 (101 km in aanbouw)         |
| AREA (Société des Autoroutes Rhône-Alpes), dochter van APRR                            | 384                           |
| ASF (Autoroutes du Sud de la France)                                                   | 2484,3                        |
| ATMB (Autoroutes et Tunnel du Mont Blanc)                                              | 106,3                         |
| CCI du Havre (Chambre de Commerce et d'Industrie du Havre)                             | 6,6                           |
| CEVM (Compagnie Eiffage du Viaduc de Millau)                                           | 3,7                           |
| Cofiroute (Compagnie Financière et Industrielle des Autoroutes)                        | 928                           |
| EPERLY (Société d'Exploitation du Périphérique de Lyon)                                | 6                             |
| Escota (Société des Autoroutes Estérel, Côte d'Azur, Provence, Alpes), dochter van ASF | 459                           |
| Sanef (Société des Autoroutes du Nord et de l'Est de la France)                        | 1316                          |
| APRR (Autoroutes Paris-Rhin-Rhône)                                                     | 1821                          |
| SAPN (Société des Autoroutes Paris-Normandie), dochter van Sanef                       | 368,4                         |
| SFTRF (Société Française du Tunnel Routier du Fréjus)                                  | 67,5                          |
| SMTPC (Société Marseillaise du Tunnel du Prado Carénage)                               | 2,5                           |

### Ierland
Ierland heft tol voor bepaalde wegen, tunnels en bruggen. Tol wordt daar Toll genoemd. Deze kunnen cash, met creditcard of via een elektronisch systeem (een "kastje" in de auto) betaald worden.

#### Tolbruggen
- M1 - Tolbrug over de Boyne bij Drogheda
- M50 - Tolbrug over de Liffey in de rondweg van Dublin
- R131 - de East Link Bridge over de Liffey in Dublin
- N25 - Tolbrug over de Suir nabij Waterford

#### Toltunnel
- M50 - Toltunnel tussen de aansluiting met de M1 en de haven van Dublin
- N18 - Toltunnel onder de Shannon nabij Limerick

#### Tolwegen
Voor enkele (snel)wegen in Ierland moet ook tol worden betaald.
- M3 nabij Dunboyne
- M3 nabij Navan
- M4 nabij Kilcock
- N6 nabij Ballinasloe
- N8 nabij Fermoy

### Indonesië
In Indonesië zijn vrijwel alle autosnelwegen een tolweg. De wegen worden er jalan tol genoemd.

### Italië
Ook in Italië wordt op de meeste snelwegen tol (pedaggio) geheven. De wegen zijn eigendom van de regio's waar zij doorheen lopen en worden openbaar aanbesteed door Ente Nazionale per le Strade (ANAS), de overheidsinstelling die verantwoordelijk is voor het nationale wegennet. Het exploitatiebedrijf dat de gunstigste voorwaarden biedt (bijvoorbeeld het meeste betaalt) mag de weg exploiteren. In ruil hiervoor mag een exploitatiebedrijf de wettelijk vastgestelde tolprijs heffen. Vrijwel alle autosnelwegen zijn tolwegen. In het uiterste zuiden van Italië is besloten geen tol te heffen om de economie te stimuleren. Het grootste exploitatiebedrijf is Autostrade per l'Italia van de Autostradegroep.
Tolklassen:
- Klasse A: Alle 2-assige weggebruikers, lager dan 1,3 meter.
- Klasse B: Alle 2-assige weggebruikers, hoger dan 1,3 meter.
- Klasse C: Alle 3-assige weggebruikers.
- Klasse D: Alle 4-assige weggebruikers.
- Klasse E: Alle 5-assige weggebruikers.

### Duitsland
- Voor vrachtverkeer werd in 2003 een geautomatiseerd systeem ingevoerd dat tol (Maut) voor het gebruik van de autosnelwegen moest incasseren.
- Warnowtunnel (geopend in september 2003)

### Engeland
- Autoverkeer in de binnenstad van Londen moet sinds 17 februari 2003 5 pond tol (toll) betalen. Sinds 4 juni 2005 is dit verhoogd naar 10 pond. De heffing van deze congestion charge lijkt een positieve invloed te hebben op de gemiddelde snelheid in de congestiegevoelige binnenstad van Londen (30% minder verkeer). In 2007 werd het gebied, waar dit geldig is, uitgebreid naar het westen en omvatte toen ook Chelsea en Westminster. Deze uitbreiding werd in 2011 ongedaan gemaakt.
- Merseytunnel in Liverpool, Tynetunnel, Cliftonbrug
- Vrachtwagens van meer dan 3,5 ton dienen tol te betalen vanaf 2007/2008. Er wordt gerekend per kilometer, op basis van het type voertuig (grootte + emissieklasse) en type weg (snelweg of niet). Er wordt ongeveer 15 pence gerekend per kilometer.
- De Britse regering is, vanwege het succes van Londen nu ook een studie gestart om het rekeningrijden (tol afhankelijk van tijd) in te voeren op alle Britse snelwegen, om de files rond de grote steden te bestrijden. Vooralsnog is afgezien van een grootscheepse invoering van tolheffing op bestaande snelwegen.
- Op de ring van Londen, de M25 (London Orbital), moet tussen 6.00 en 22.00 uur tol betaald worden voor de oversteek van de Theems ter hoogte van Dartford, ook Dartford Crossing genoemd. Het tarief voor personenwagens is GBP 2,50.
- In december 2018 werd na 52 jaar de tolheffing op de Severnbrug (deel van de M4 tussen Bristol en Cardiff) stopgezet.[4]

### Scandinavië
- Grote Beltbrug - Denemarken (Bompenge)
- Sontbrug - tussen Denemarken en Zweden (Betalväg)

In Noorwegen is het gebruikelijk om tijdens de bouw van een nieuwe weg op de bestaande weg tol te heffen, waarmee de bouw deels wordt gefinancierd. Nadat de weg in gebruik is genomen wordt op de nieuwe weg tol geheven totdat de financiering is terugverdiend. Daarnaast moet ook bij het binnenrijden van de meeste steden tol betaald worden.
Rond Stockholm werd op 1 augustus 2007 een gordel van tolpoorten actief. Op werkdagen moet tol (trängselskatt, druktebelasting) worden betaald voor elk voertuig met Zweeds kenteken dat tussen 6.30 en 18.30 uur de stad in- of uitrijdt. Vanaf 1 januari 2013 wordt dit systeem ook in Göteborg ingevoerd.

### Spanje

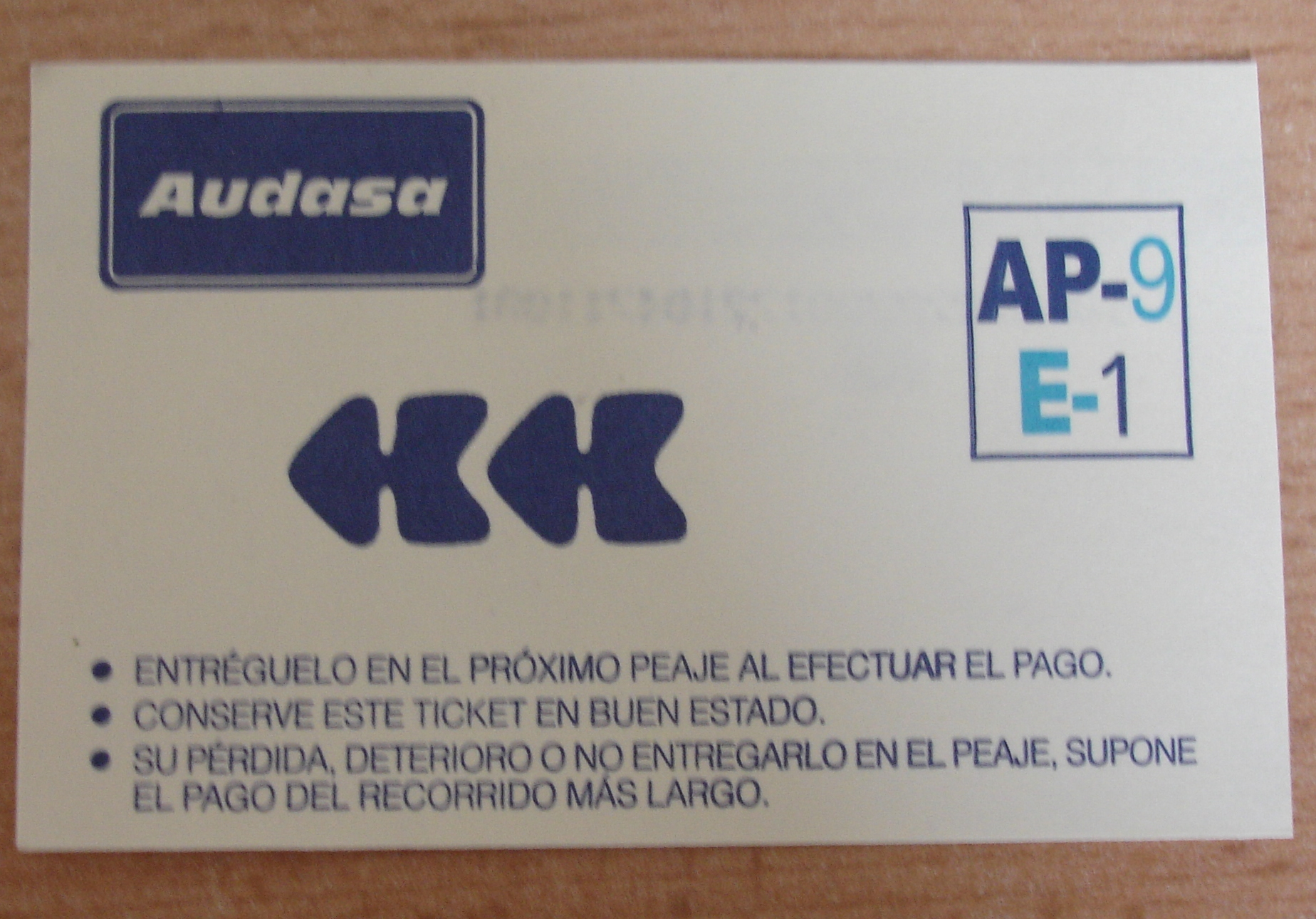
Tolkaartje van een Spaanse snelweg

In Spanje wordt op een afnemend aantal autosnelwegen tol (peaje) geheven.

### Oostenrijk en Zwitserland
In Oostenrijk en Zwitserland wordt tol (Maut) geheven op het gebruik van de autosnelwegen door middel van een tolvignet. De handhaving vindt plaats door onder meer camera's. Apart van het tolvignet worden soms extra tolgelden geheven voor tunnels en bruggen zoals bij de Tauerntunnel en de Grote Sint-Bernhardtunnel. Vignetten zijn te koop bij VAB-, Touring- of ANWB-verkooppunten of aan de grenzen.

### Turkije
Op sommige autosnelwegen in Turkije (Otoyolları of Karayolları) wordt tol geheven. Een voorbeeld is de brug over de Bosporus van het Europese naar het Aziatische deel van Istanboel (Boğaziçi Köprüsü). Tol wordt meestal op één manier geïnd: via HGS (Hızlı Geçiş Sistemi). HGS (Hızlı is Turks voor 'snel') is een systeem waarvoor men niet hoeft te stoppen. Een RFID-chip wordt op de voorruit geplaatst en wordt uitgelezen wanneer men de tolpoort passeert. Het tolbedrag wordt dan automatisch van de gekoppelde bankrekening afgeschreven. OGS werkt op basis van een tolvignet. Een vast bedrag wordt betaald (maandelijks of jaarlijks) en een sticker met barcode wordt achter de voorruit geplaatst. Auto's die het OGS-poortje passeren worden door camera's geregistreerd en de streepjescode wordt automatisch gecheckt op geldigheid. Dit maakt het systeem betrouwbaarder want met KGS kan men alleen met kaartje passeren, en bij HGS en OGS worden kentekens geregistreerd dus kan de boete worden thuisgestuurd wanneer men zonder, met vervalste of met verlopen stickers of chips de tolpoorten passeert.

### Verenigde Staten

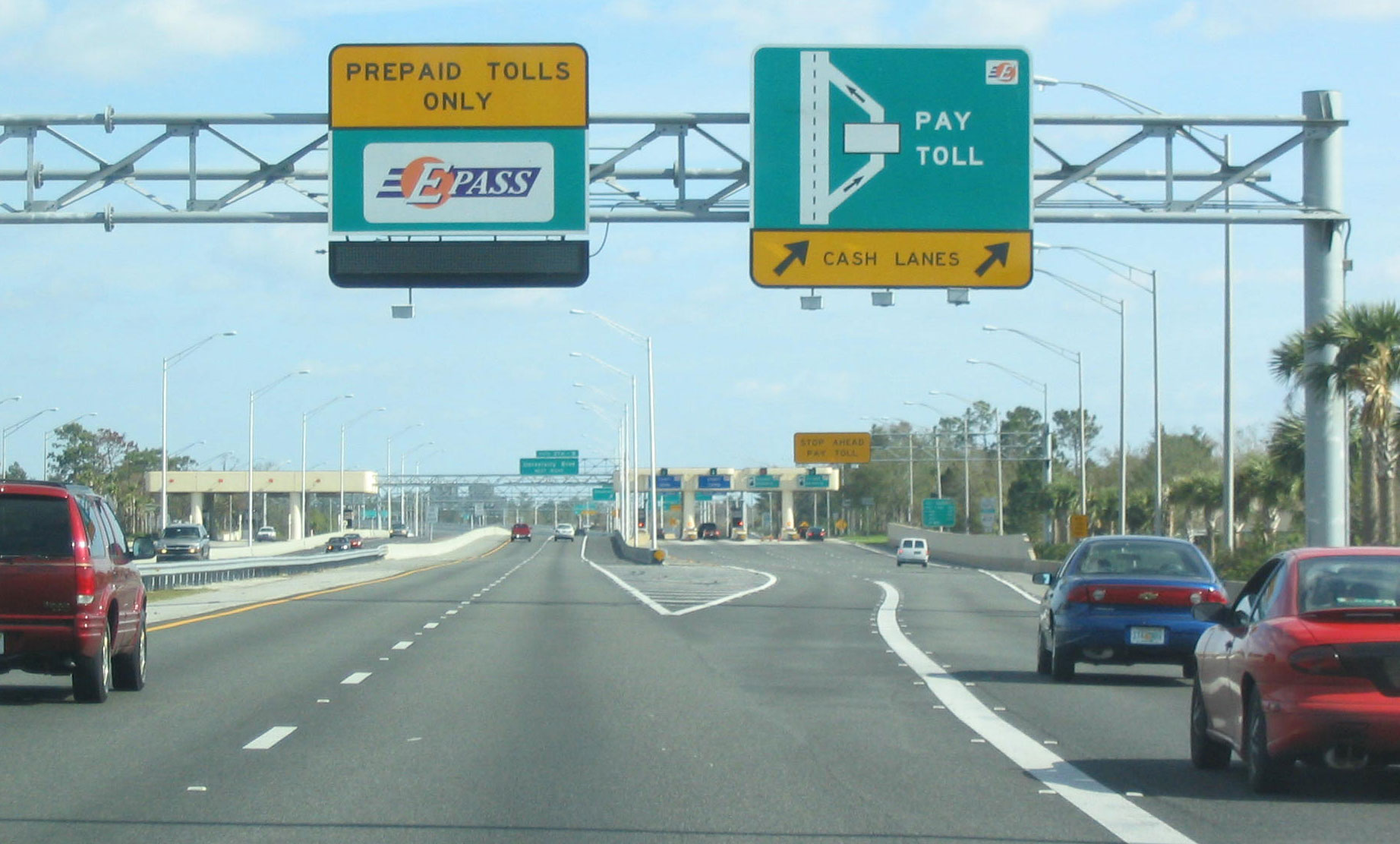
Tolstation in Orlando, Florida

In de Verenigde Staten hebben veel staten vóór de invoering van het Interstate Highway System en de grote federale subsidies die aan staten werden verstrekt om dit netwerk aan te leggen, hun eerste snelwegen met gecontroleerde toegang aangelegd met behulp van vlottende obligaties die worden ondersteund door tolinkomsten. Beginnend met de Pennsylvania Turnpike in 1940, en gevolgd door soortgelijke wegen in New Jersey (de New Jersey Turnpike, 1952 en de Garden State Parkway, 1954), New York (de New York State Thruway, 1954), Massachusetts (Massachusetts Turnpike, 1957), Illinois (Illinois Tollway, 1958), en andere, hebben vele staten gedurende de jaren vijftig belangrijke tolwegen aangelegd. Met de invoering van het Interstate Highway System aan het einde van de jaren vijftig van de twintigste eeuw werd de aanleg van tolwegen in de VS aanzienlijk vertraagd, omdat de federale regering nu het grootste deel van de financiering voor de aanleg van nieuwe snelwegen voor haar rekening nam en de regelgeving vereiste dat dergelijke Interstate Highways vrij van tol moesten zijn. Veel oudere tolwegen werden aan het Interstate System toegevoegd onder een grandfather-clausule die het mogelijk maakte om tol te blijven heffen op tolwegen die van voor het systeem dateren. Sommige van deze wegen, zoals de Connecticut Turnpike en de Richmond-Petersburg Turnpike, hebben later hun tol afgeschaft toen de eerste obligaties waren afbetaald. Veel staten hebben de tolheffing op deze wegen echter gehandhaafd als een blijvende recurrente bron van inkomsten.
Toen het Interstate Highway System in de jaren tachtig van de twintigste eeuw zijn voltooiing naderde, begonnen staten opnieuw met de aanleg van tolwegen om nieuwe toegangswegen met tolheffing aan te leggen die geen deel uitmaakten van de oorspronkelijke financiering van het interstatelijke systeem. Houston's buitenste ringweg van onderling verbonden tolwegen begon in 1983, en veel staten volgden in de laatste twee decennia van de 20e eeuw met het toevoegen van nieuwe tolwegen, met inbegrip van het tolsysteem rond Orlando, Florida, Colorado's E-470, en Georgia State Route 400.
Sommige tolwegen (tollways, toll roads, turnpikes) in de Verenigde Staten zijn het eigendom van particuliere bedrijven, andere zijn het eigendom van staten of steden. Sommige tolwegen die eigendom zijn van de overheid worden beheerd door particuliere bedrijven.
Sommige Amerikaanse staten passen het Build-Operate-Transfer- of BOT-systeem toe. Particuliere bedrijven leggen de weg aan en krijgen de gelegenheid om de weg voor een bepaalde tijd als tolweg te exploiteren. Daarna wordt de weg overgedragen aan de overheid. Dit principe wordt toegepast in Arkansas, Californië, Delaware, Florida, Illinois, Indiana, Mississippi, Texas en Virginia.
In andere staten worden tolwegen meestal beheerd door een bedrijf dat eigendom is van de staat waarin de weg gelegen is. New York, Massachusetts, New Hampshire, New Jersey, Ohio, Pennsylvania, Kansas, Oklahoma en West Virginia beheren tolwegen op deze manier. Dit is ook het geval voor oudere wegen in staten die het BOT-principe toepassen.

## Trivia
- In het boek Alleen op de wereld (1880) staat dat er langs de Engelse wegen tol moet worden betaald en dat dat in Frankrijk niet voorkomt. In tegenstelling tot de Franse snelwegen zijn de Britse snelwegen tolvrij.